# Дом 2 на улице Тхапсаева

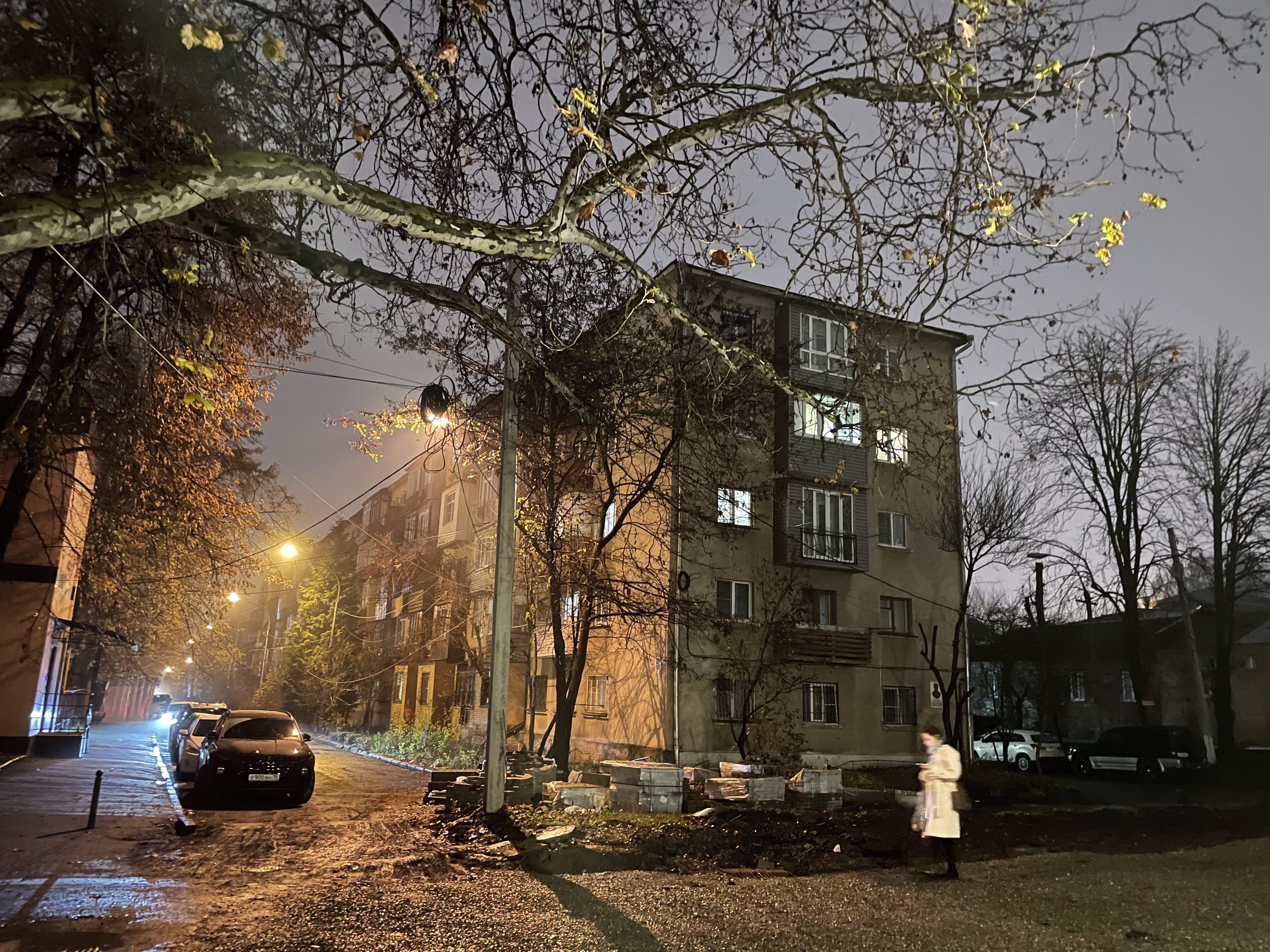
Фасад, выходящий на улицу Набережную (современная улица Тхапсаева). Фото 1980 год

«Дом 2 на улице Тхапсаева» — памятник истории во Владикавказе, Северная Осетия. Выявленный объект культурного наследия России. Памятник, связанный с жизнью известных общественных деятелей Северной Осетии. Находится на улице Тхапсаева, 2.
Дом расположен в исторической части города на правом берегу реки Терек, от которого его отделяет Детский парк, входящий в границы Парка имени Коста Хетагурова. Фасад здания выходит на улицу Тхапсаева, правый торец фасада — на нечётную сторону улицы Максима Горького, которая начинается от моста Кладки.
В доме проживали известные общественные деятели Северной Осетии:
- С 1966 по 1980 — заслуженный деятель науки Северо-Осетинской АССР, врач-хирург Такулов Урусхан Татарканович в квартире № 4[2];
- С 1967 по 1976 — заслуженный врач РСФСР Цаллагова-Кулаева Ефимия Борисовна;
- С 1967 по 1983 — участник борьбы за Советскую власть в Северной Осетии Фёдор Григорьевич (Татари Еналдыкоевич) Цаллагов;
- В 1967—1968 годах — филолог и литературовед Борис Андреевич Алборов (1886—1968)[3];
- В 1967—1968 годах — участник Гражданской и Великой Отечественной войн, генерал-майор Леонид Алексеевич Сланов.
- С 1967 по 1995 — участник 3-х войн, ветеран Великой Отечественной войны, ветеран труда Гусов Владимир Семенович (1913—1995).

Здание внесено в реестр охраняемых памятников истории 22 мая 1980 года Главным управлением охраны, реставрации и использования памятников истории и культуры Министерства истории и культуры СССР.
Описание
Пятиэтажный кирпичный дом с восемью подъездами и подвалом на бутобетонном фундаменте был построен в 1967 году. Внутренние перегородки гипсо-плитовые, перекрытия железобетонные, полы в квартирах паркетные. От второго до пятого этажа уличного фасада находятся балконы, которые чередуются с лоджиями. Во внутренней стороне расположены только балконы.

## Галерея

Мемориальная доска Ефимии Борисовне Цаллаговой-Кулаевой. Автор: скульптор Николай Дзукаев. Установлена 07.05.2010[5].